# 1905 (szám)
Az 1905 (római számmal: MCMV) az 1904 és 1906 között található természetes szám.

## A matematikában
A tízes számrendszerbeli 1905-ös a kettes számrendszerben 11101110001, a nyolcas számrendszerben 3561, a tizenhatos számrendszerben 771 alakban írható fel.
Az 1905 páratlan szám, összetett szám, szfenikus szám. Kanonikus alakja 31 · 51 · 1271, normálalakban az 1,905 · 103 szorzattal írható fel. Nyolc osztója van a természetes számok halmazán, ezek növekvő sorrendben: 1, 3, 5, 15, 127, 381, 635 és 1905.
Húszszögszám.
Az 1905 harminchét szám valódiosztóösszeg-függvényeként áll elő, ezek közül legkisebb a 4623.